# Goudeyite
La goudeyite è un minerale appartenente al gruppo della mixite.